# HTC Desire Eye
HTC Desire EYE是台湾手机公司宏达电2014年所开发的智慧型手机，為「Desire」系列中最高階的手機。

## 簡介
- 與其他高階機種M8、E8相同皆能搭配專屬的「Dot View」保護套，共有灰、藍、橘三色。
- 本次發售顏色分別為「珊瑚白」、「海灣藍」。
- 本機為HTC在台灣地區開賣的首款同時搭載FDD-LTE以及TDD-LTE的手機，能在中港台暢遊4G。
- 本機為HTC首個前後皆1300萬畫素、雙色溫閃光燈，近期唯一搭載相機鍵的手機。
- 雖列為「Desire」系列，但與其他One系列手機一樣有「Motion Launch™ 手勢啟動」功能。

## 發售資訊
台灣
- HTC專賣店、PChome：2014年11月5日
- 中華電信、台灣之星、遠傳、台灣大哥大：2014年12月1日

美國
- AT&T獨家販售

日本
- 以SIM FREE方式在2015年10月1日發表，同月17日於日本HTC官方商店及亞馬遜日本等各大賣場推出，且將與MVNO電信商合作。[2]

另有在各地推出屬於全球款機種

## 详细规格
| 項目             | HTC Desire EYE |
| ---------------- | --- |
| 系統             | Android 4.4（可升級至6.0.1） |
| 介面             | HTC Sense 6（可升級至7.0） |
| 通訊協定 2G      | GSM/GPRS/EDGE：850/900/1800/1900 MHz |
| 協定 3G WCDMA    | 國際版：850/1900/2100 MHz 日本版：800/850/900/2100/1900 |
| 協定 3G TD-SCDMA | 1900/2000 MHz |
| 協定 4G          | 國際版：FDD - 1、3、7、8、28 頻段、TDD - 38、39、40、41 頻段 日本版：FDD - 1、3、7、8、19、28 頻段、TDD - 38、39、40、41 頻段 |
| 螢幕             | Super LCD3 3、5.2 吋、1920×1080解析度(FULL HD 1080p)、1600 萬色 康寧 Gorilla 強化玻璃 3 |
| CPU              | 高通 Snapdragon 801 2.3 GHz |
| GPU              | Adreno 330 |
| RAM              | 2 GB DDR3 |
| ROM              | 16GB，支援最大128GBMicroSD |
| 尺寸             | 151.7 x73.8 x 8.5 mm |
| 重量             | 154 g |
| 電池             | 2,400 mAh（具備Quick Charge 2.0高速充電） |
| 相機             | 主相機：1300萬像素相機、BSI（页面存档备份，存于） 感測器、F/2.0大光圈 28mm鏡頭、雙色溫LED智慧閃光燈（自動調節亮度）、HTC ImageChip™ 2 5FPS 全畫素連拍、1080p錄影，支援錄影中全尺寸拍照、慢動作錄影、HDR錄影、HTC Zoe™實境相簿 HTC Eye體驗：瞬間美膚、前後合拍、魔法變臉、一拍即合 |
| 相機             | 前相機：1300 萬像素、BSI 感測器、F2.2光圈、22mm廣角鏡頭、具備 HDR 功能、1080p Full HD 錄影 |
| 音效             | 3.5mm耳機孔、Sense Voice、HTC BoomSound™ 雙前置音響，內建擴大機 |
| 顏色             | □珊瑚白、■海灣藍 |
| 感應             | 陀螺儀、重力感應器、趨近感應器、环境光传感器、數位羅盤 |
| 衛星定位         | GPS、GLONASS |
| 傳輸             | microUSB 2.0 NFC、藍牙4.0 with A2DP、Wi-Fi802.11 a/b/g/n HTC Connect™ |
| 防水防塵         | 防水IPX7（日本版：IP5X/IPX7） |

## 零件供應商
- 螢幕：SHARP
- 處理器：高通
- 電源管理IC與4G通訊晶片：高通
- 後鏡頭感光元件：SONY

## 設計特點[4]

### 相機
機為HTC首次採用前後皆1300萬畫素的手機，其名稱「EYE」即是主打其前鏡頭有1300萬畫素且具有雙色溫閃光燈、22mm廣角的「自拍」功能。且前後鏡頭機皆搭載2014年主流安卓手機採用的SONY的IMX214感光元件。
另外也加入了相機鍵，發揮其主打拍照的功能。

### 軟體
EYE體驗
本次HTC為其相機功能加入了一系列統稱「EYE體驗」的拍照模式。包括了「一拍即合」、「前後合拍」、「魔法變臉」、「連拍組合」、「聲控拍照」、「自動拍照」來強打自拍的功能，在視訊方面也加入了「視訊通話臉部追蹤」、「螢幕視訊通話分享」。
- 一拍即合：前後鏡頭同時拍攝然後將前鏡頭的人直接合成到後鏡頭的照片上（需透過後續更新才有）。
- 前後合拍：前鏡頭與後鏡頭於畫面上呈現一半切割形式同時拍照或分時拍照而合成一張照片。
- 瞬間美膚：在使用前鏡頭自拍時可以在畫面即時看到美膚的效果。
- 魔法變臉：可在相片及上將兩張照片的人臉進行變臉或融合的趣味效果。
- 聲控拍照：可以聲音說出「拍照」、「笑一個」來進行照相，說出「開始錄影」、「開始囉」來進行錄影。
- 自動拍照：在對焦框中自動偵測人臉進行拍照。

## 軟體
出廠搭載Android 4.4.4 + HTC sense 6.0
最新版本為Android 6.0.1 + HTC sense 7.0

## 外部連結
- HTC Desire EYE - HTC台灣（页面存档备份，存于）